# Iberolacerta monticola
Iberolacerta monticola (tên tiếng Anh: Iberian rock lizard) là một loài thằn lằn trong họ Lacertidae. Nó được tìm thấy tại Bồ Đào Nha và Tây Ban Nha. Môi trường sống tự nhiên là rừng, vùng cây bụi, bờ sông và các khu vực nhiều đá. Nó bị đe dọa do mất môi trường sống. Loài này được Boulenger mô tả khoa học đầu tiên năm 1905.

## Hình ảnh

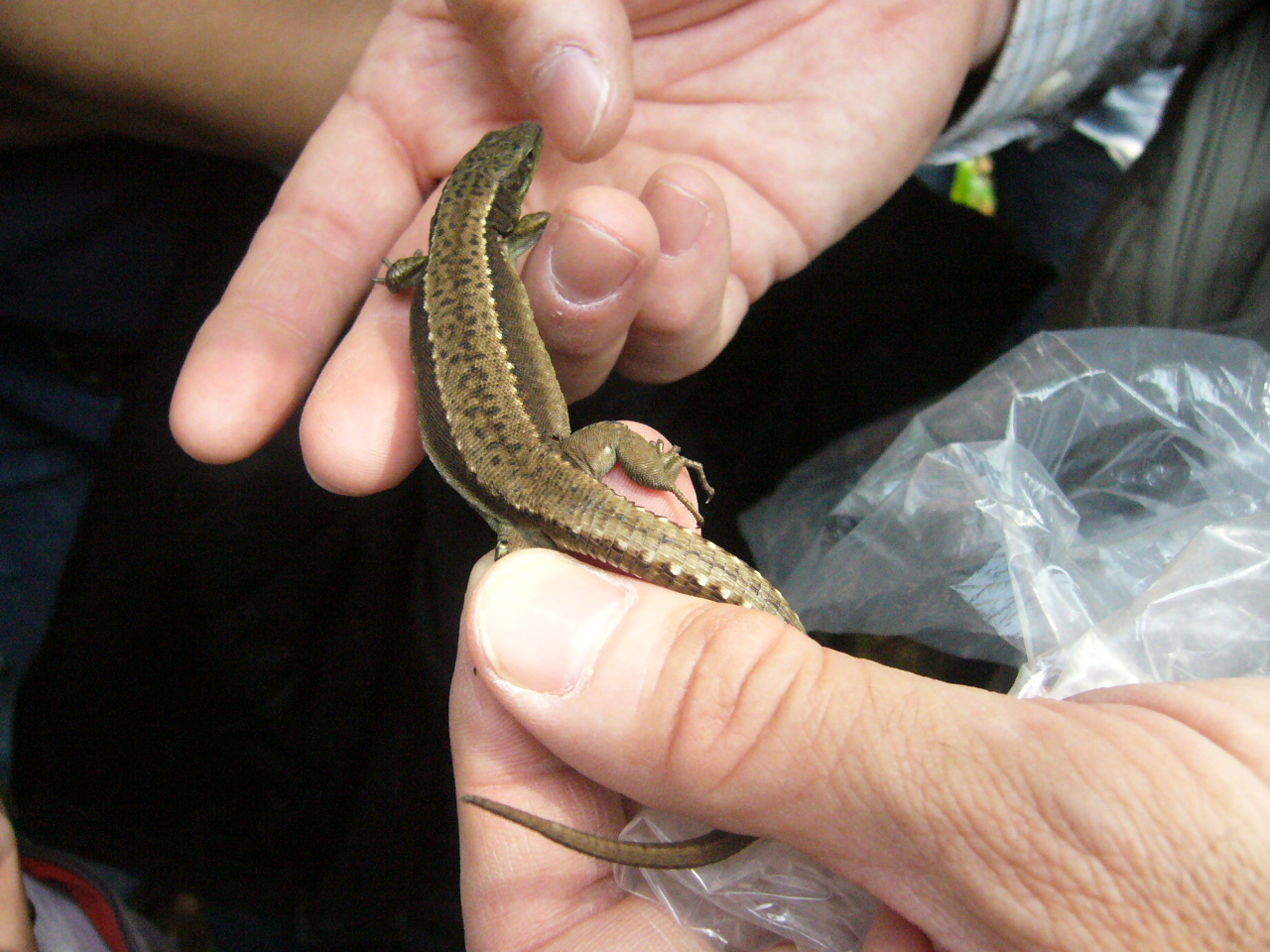
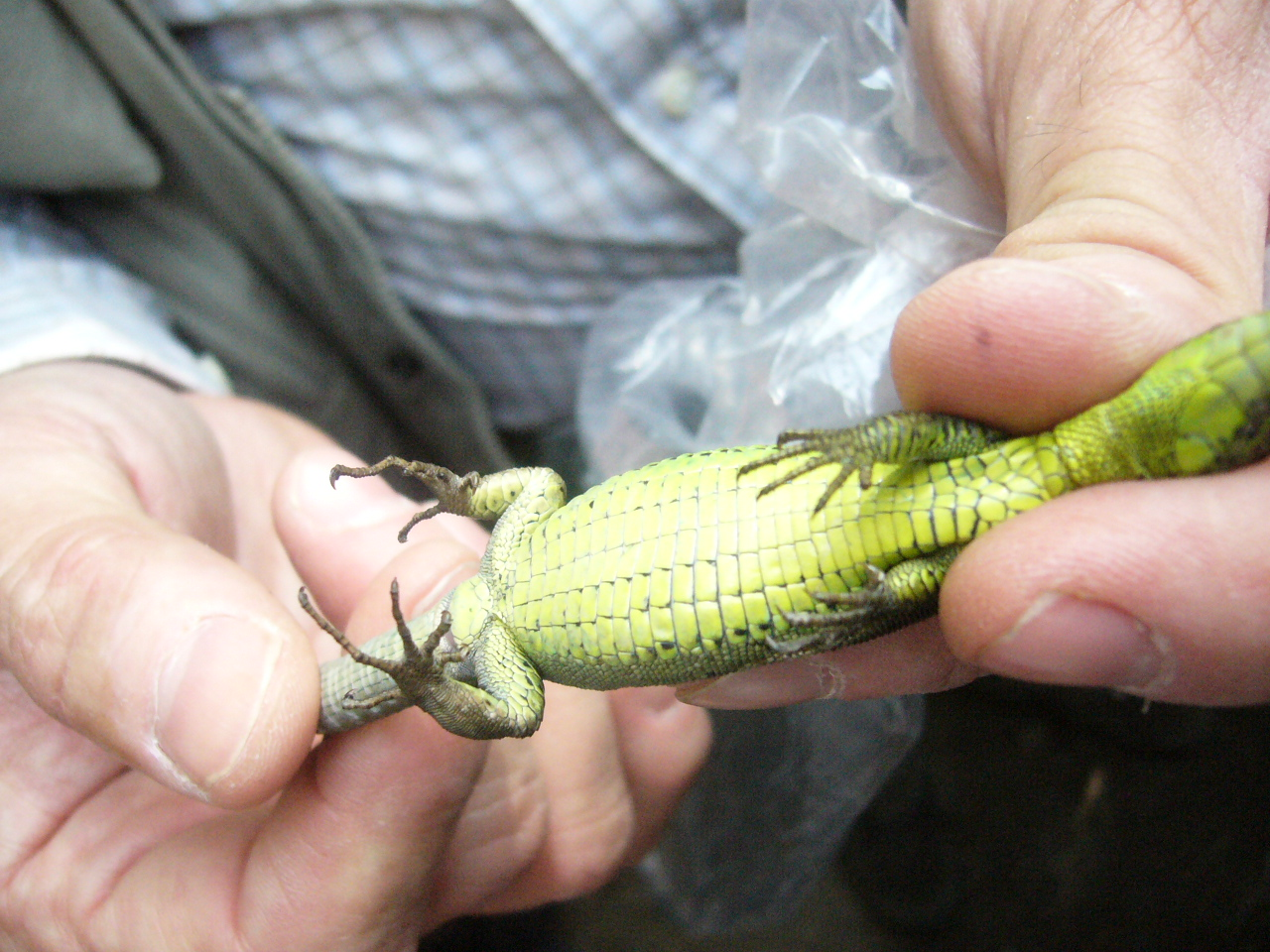
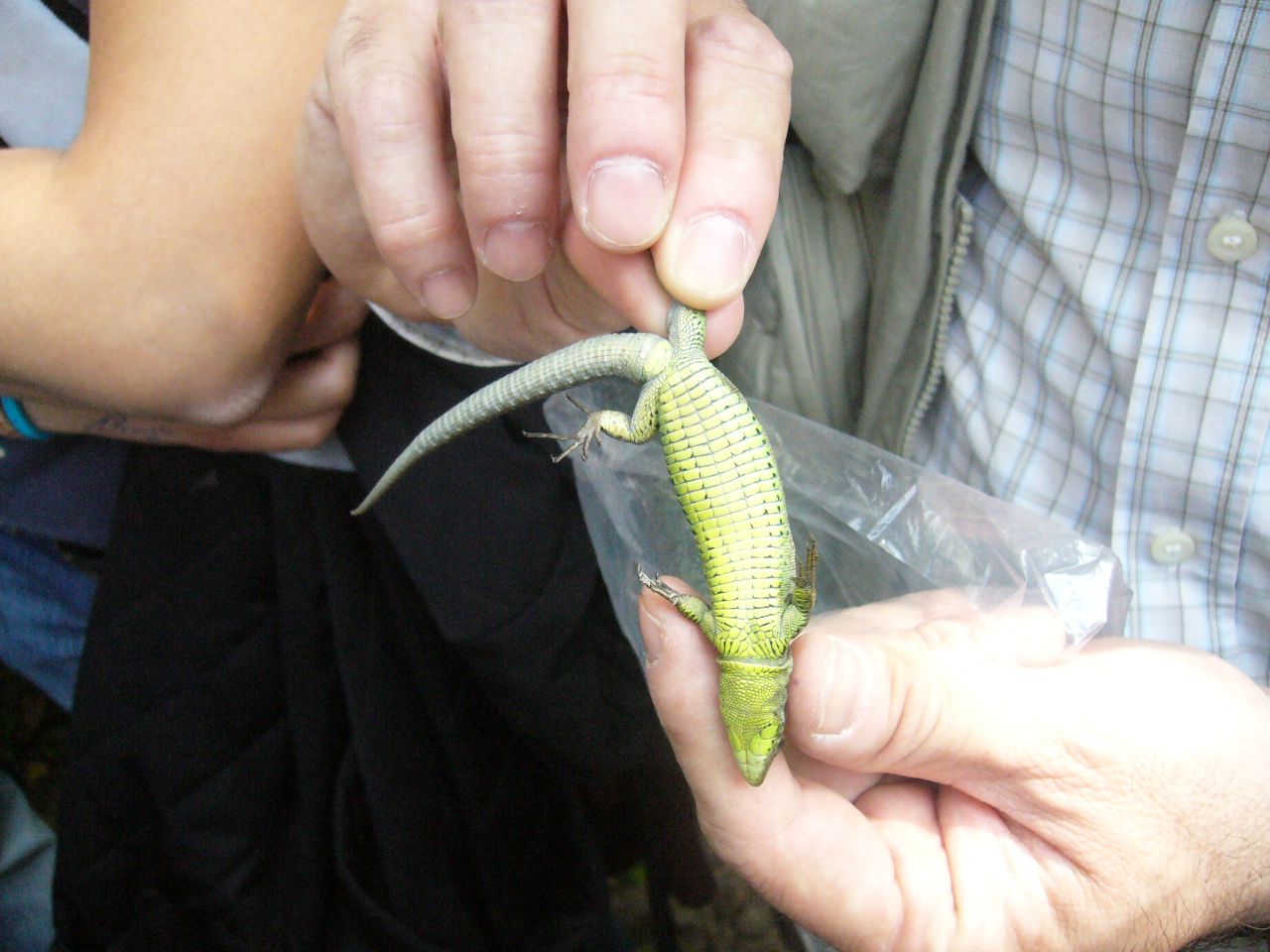
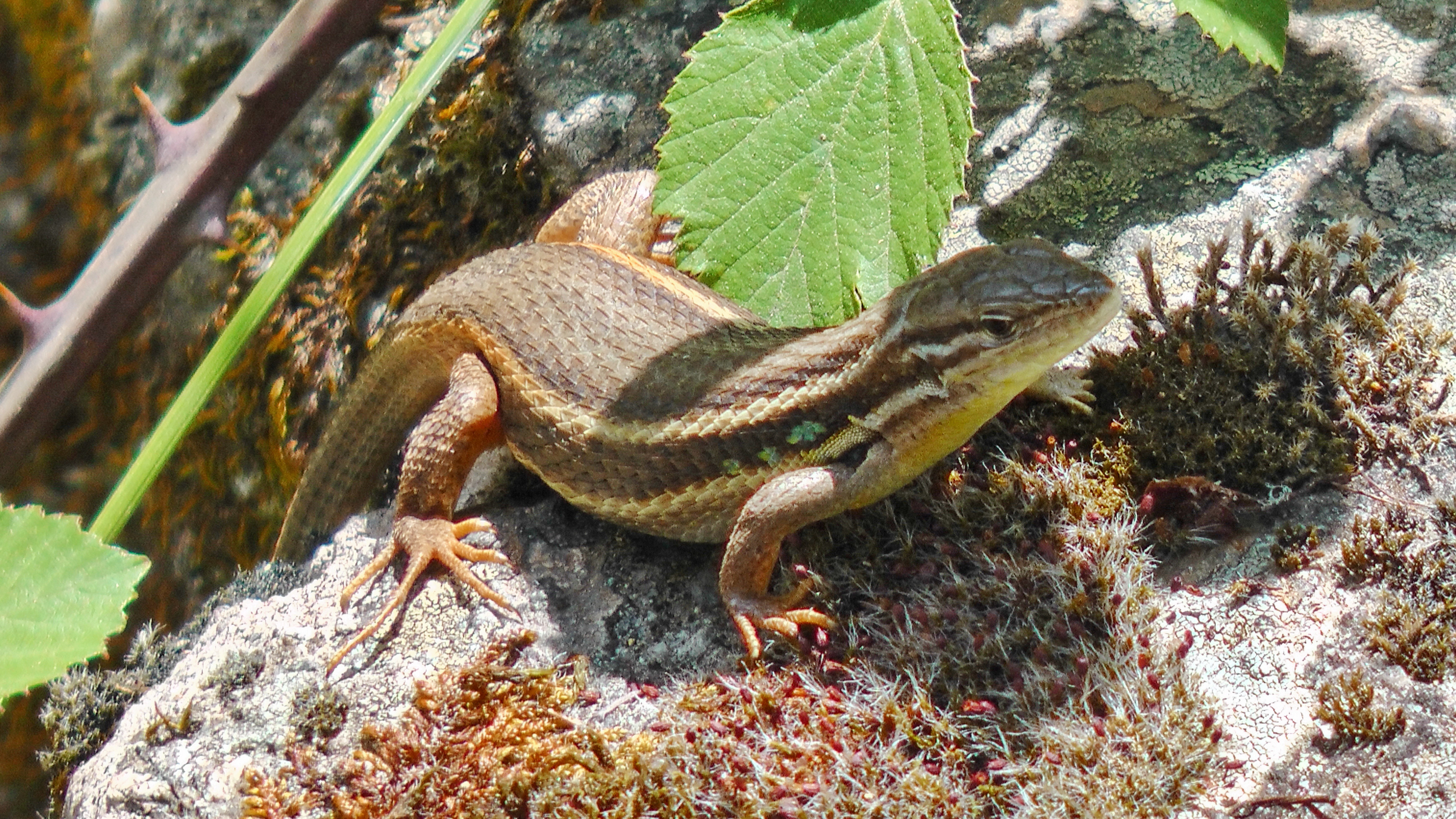